# Googleplex

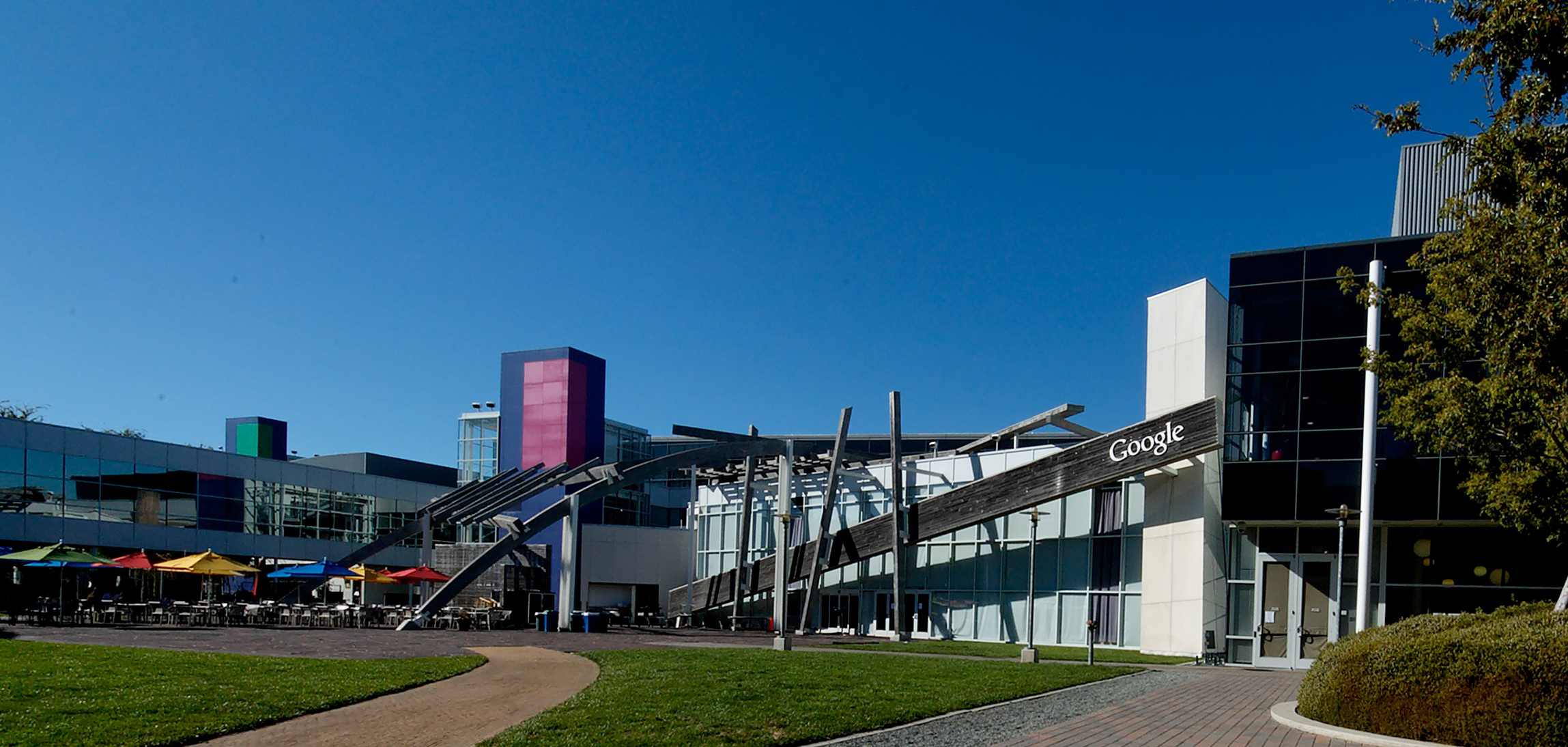
Das Googleplex

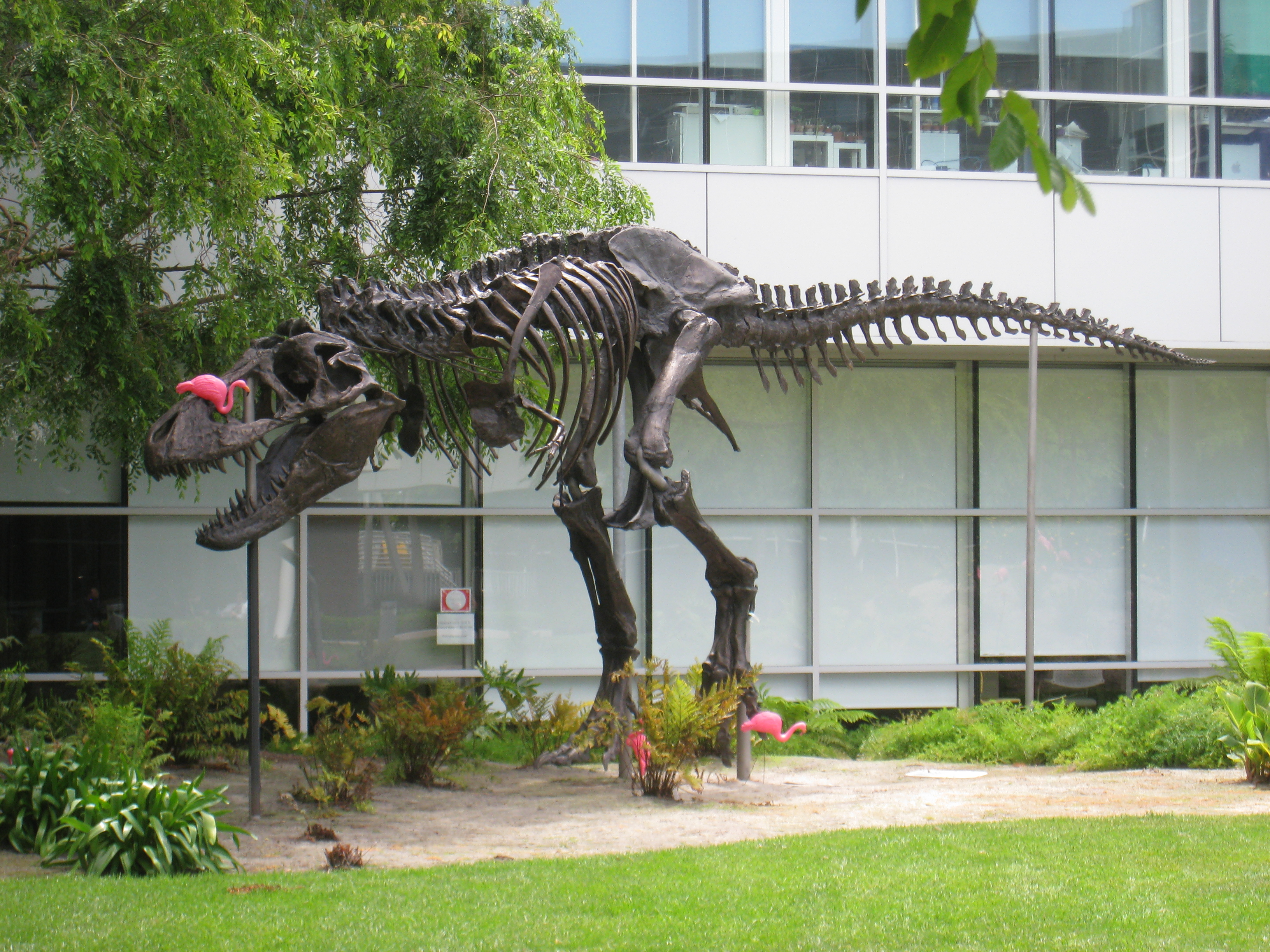
T-Rex mit Flamingos vor dem Googleplex: „Sei nicht böse“

Das Googleplex ist der Unternehmenssitz des US-amerikanischen Unternehmens Google LLC und befindet sich in Mountain View, Kalifornien. Die ursprüngliche Anlage mit ca. 185.806 m² ist flächenmäßig das zweitgrößte Gebäude von Google (Nr. 1 ist das 269.418 m² große Gebäude 111 Eighth Avenue in New York City, 2010 von Google gekauft). Sobald der 102.193 m² große Anbau fertiggestellt wird, ist es mit 287.999 m² das größte Gebäude von Google.
Der Begriff Googleplex ist sowohl ein Kofferwort aus Google und complex als auch eine Anspielung auf Googolplex, die Bezeichnung für die Zahl 10googol(1010100). Ursprünglich wurde das Wort von Edward Kasner und James Newman im Jahr 1940 in dem Buch Mathematics and the imagination definiert. Es wurde auch in dem Buch Per Anhalter durch die Galaxis von 1979 verwendet und bezeichnet dort den Googleplex Starthinker.

## Einrichtung und Geschichte

### Ursprünglicher Campus

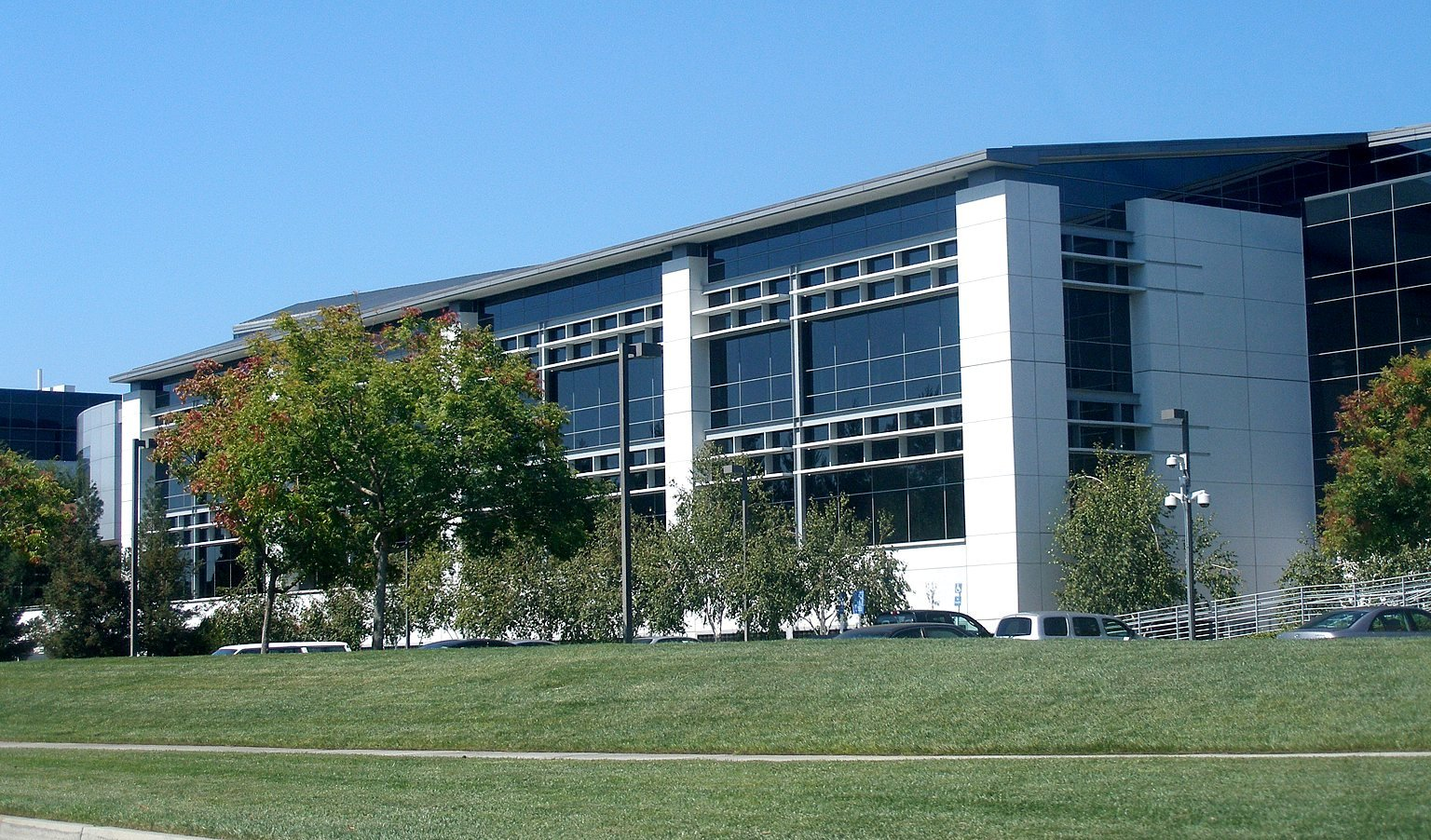
Die Südseite des Googleplex

#### SGI-Campus

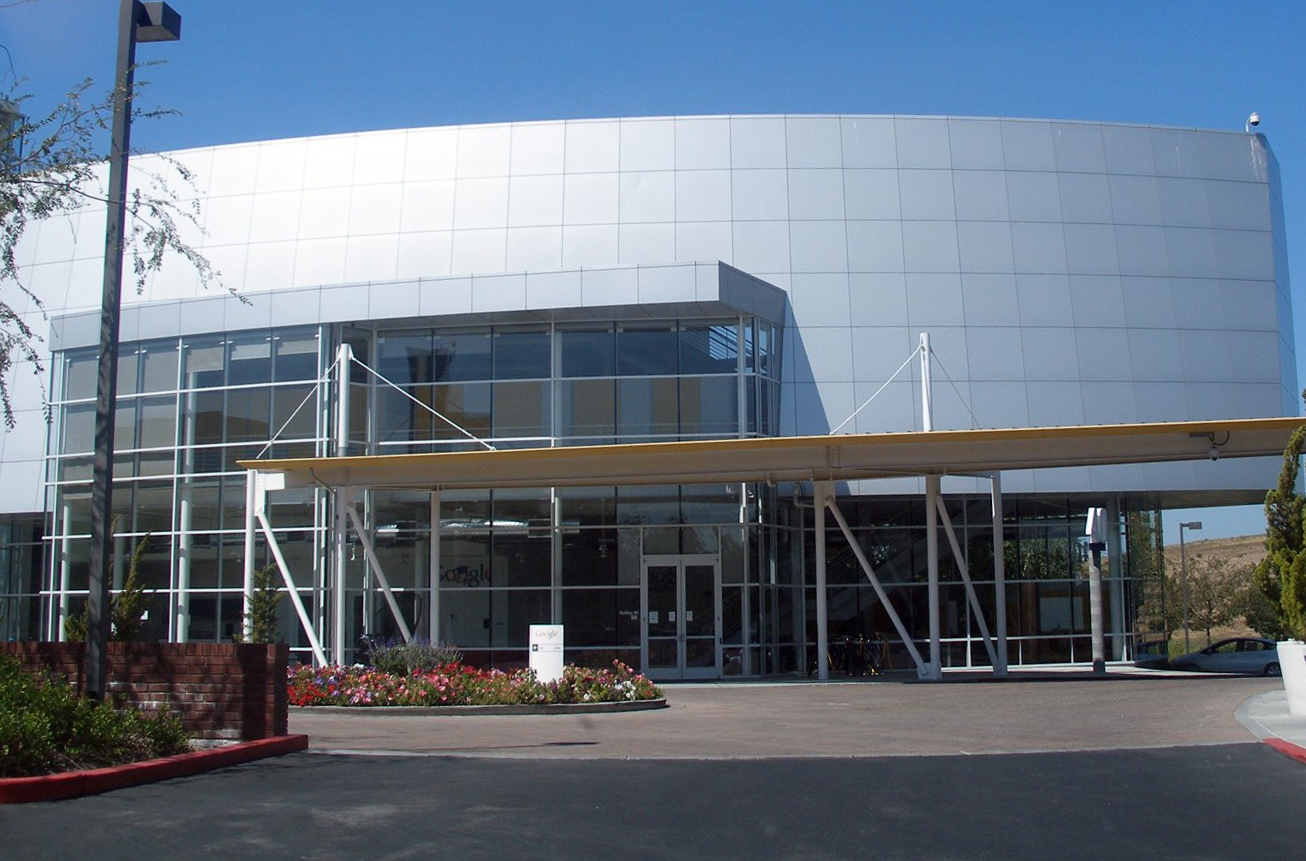
Ehemaliger Eingang zur Lobby von Gebäude 40

Die vier Kerngebäude, insgesamt 47.038 m² groß, wurden ursprünglich von Silicon Graphics erbaut und genutzt. Die Büroflächen und der Campus nehmen 110.000 m² ein, davon sind 20.000 m² der öffentlich zugängliche Charleston Park, der an einen 21,4 km langen Bach anliegt. Das Projekt, das im Jahr 1994 ins Leben gerufen wurde, wurde auf dem Gelände eines Arbeitslagers für Strafgefangene errichtet und gehörte zu dem Zeitpunkt noch der Stadt (in den Planungsunterlagen als Ackerfläche bezeichnet) und entstand in Zusammenarbeit von SGI, der SWA Group aus San Francisco, Sausalito und der Planning and Community Development Agency der Stadt Mountain View. Ziel war es, eine in Privatbesitz liegende Konzernzentrale mit anliegender öffentlicher Grünfläche zu entwickeln. Die Pläne für das Gelände sahen einen unterirdischen Parkplatz für 2000 Autos vor, so dass SWA die beiden freien Flächen mit Wasserspielen, flachen Teichen, Brunnen, Wegen und Plätzen integrieren konnte. Im Jahr 1997 wurde das Projekt fertiggestellt. Die American Society of Landscape Architects wies 1999 darauf hin, dass das SGI-Projekt eine erhebliche Abweichung von typischen Firmengeländen war und eine Herausforderung für das konventionelle Denken über privaten und öffentlichen Raum ist.
STUDIOS Architecture war das ausführende Architektenbüro für den Original SGI Campus unter der Bedingung sowohl für die Innenarchitektur als auch für das Gebäudedesign zuständig zu sein.

#### Google-Campus

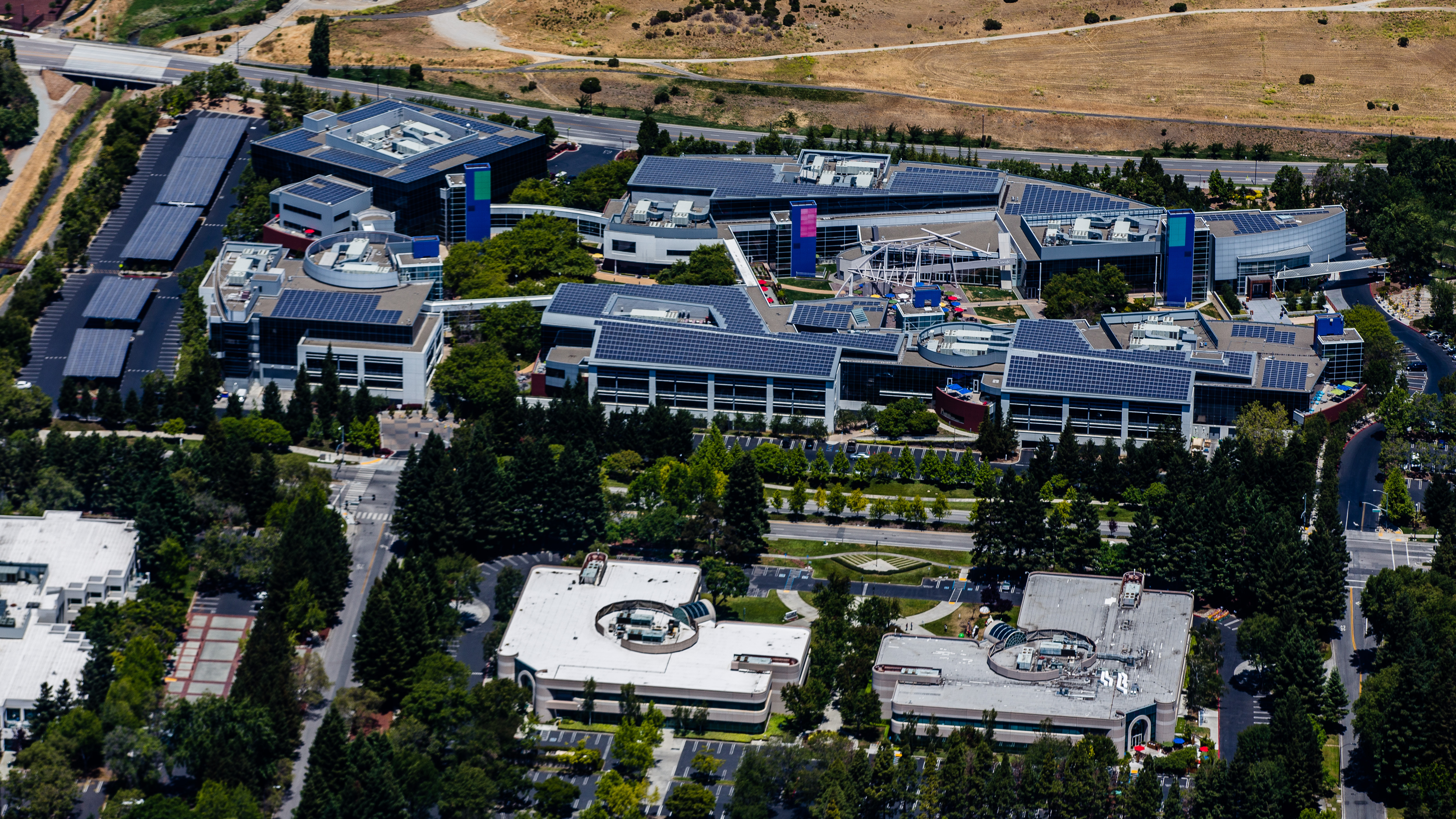
Luftbild der Googleplex-Kerngebäude

Ab 2003 wurde der Komplex von Google gemietet, im Jahre 2005 wurde eine Neugestaltung der Innenräume von Clive Wilkinson Architects abgeschlossen, im Juni 2006 kaufte Google die Gebäude von vier verschiedenen Immobilienfirmen für 319 Millionen US-Dollar. Weil die Gebäude alle ziemlich flach sind, nehmen sie viel Fläche in Anspruch. Das Innere des Hauptsitzes ist mit Gegenständen wie Lampenschirmen und Gummibällen ausgestattet. Die Lobby verfügt über ein Klavier und eine Projektion der gerade bearbeiteten Google-Suchanfragen. Die Anlagen enthalten eine Sporthalle (Gebäude 40), kostenlose Wäschereien (Gebäude 40, 42 und CL3), zwei kleine Schwimmbäder, einen Beach-Volleyball-Platz und achtzehn Kantinen mit verschiedener Auswahl. Google hat außerdem Nachbildungen des SpaceShipOne und eines Dinosaurierskeletts aufgestellt.

Von Ende 2006 bis Anfang 2007 hat das Unternehmen eine Reihe von Solarmodulen installiert, welche im Stande sind, ungefähr 1,6 Megawatt Elektrizität zu erzeugen. Zu dieser Zeit war dies die größte private Installation der Vereinigten Staaten. Etwa 30 Prozent der benötigten Energie des Googleplex stammen von diesem Projekt, der Rest wird von anderen Anbietern eingekauft. Ein Drittel der Module wurde auf den Verdecken der Parkparzellen montiert, die übrigen auf Dächern der Anlage. Das Solarmodul-Projekt wurde am 18. Juni 2007 in Betrieb genommen. Am 21. Juni 2007 hatte Google bereits 90 Prozent der 9.212 Module installiert.
Vier 100 kW starke Bloom Energy Server wurden im Juli 2008 an Google ausgeliefert, so dass Google der erste Kunde von Bloom Energy war.

### Bay View und Gradient Canopy Neubauten

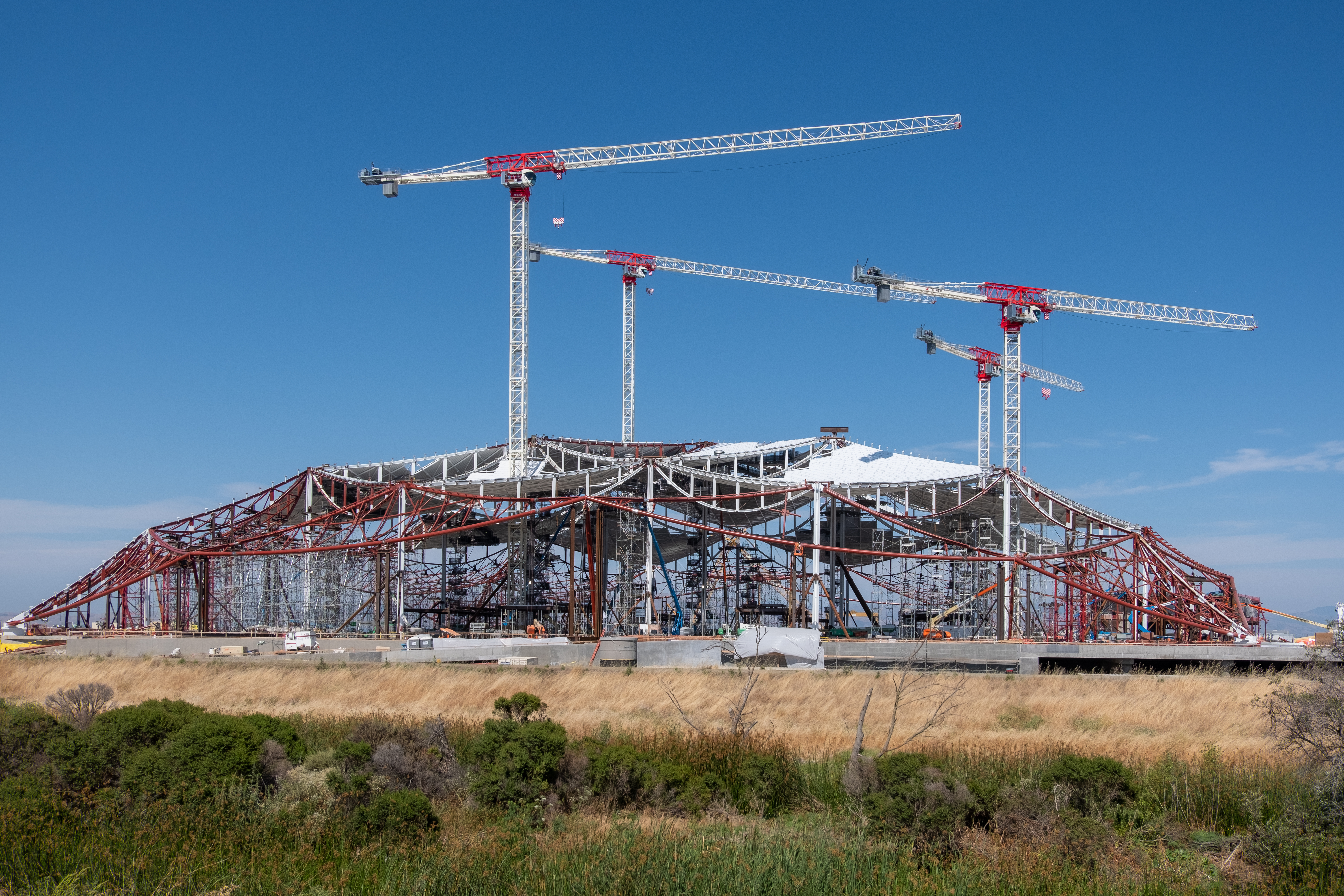
Bay View Gebäude im Bau, Juni 2019

Bay View ist der erste von Google selbst neu erbaute Gebäudekomplex im Hauptquartier in Mountain View. Er befindet sich etwa 1 km östlich des ursprünglichen Campus auf einer 17 Hektar großen Fläche, vom NASA Ames Research Center gemietet und mit Blick auf die Bucht von San Francisco, in der Nähe des Moffett Federal Airfield. Nach jahrelangen Planungen ab ca. 2010 begannen die Bauarbeiten 2017, im Mai 2022 wurde der Bau eröffnet. Der Entwurf stammt von den Architekturstudios Bjarke Ingels und Thomas Heatherwick. Der Komplex umfasst zwei zweistöckige Bürogebäude mit Geschoßflächen von 600.000 und 400.000 Quadratfuß (ca. 55.000 und 37.000 m2) sowie ein Veranstaltungsgebäude von 100.000 Quadratfuß (ca. 9000 m2). Die zeltartigen Dächer sind mit 50.000 Solarziegeln belegt, die ca. 4 Megawatt Strom erzeugen. Heizung und Kühlung erfolgen mit der bei Bezug größten Geothermie-Anlage in Nordamerika. Alles Brauchwasser wird rezykliert.
Der Komplex befindet sich an der nordöstlichen Ecke der Anlage an der Stevens Creek Nature Area / Shoreline Park. Vor der Bekanntgabe des Baus der Anlage hat Google angestrebt bei Mountain View die Erlaubnis für eine Brücke über den Stevens Creek zu bauen. Google hat im Jahresendbericht 2012 feststellen müssen, dass sie nur das Budget für eine 3 Hektar große Fläche haben, anstatt der 17 Hektar.
Gradient Canopy (früherer Projektname: Charleston East) wurde etwa gleichzeitig mit Bay View erbaut, Eröffnung im Oktober 2023. Es steht östlich neben dem Charleston Park und hat eine Geschoßfläche von 590.000 Quadratfuß (ca. 54.000 m2), davon 10.000 Quadratfuß (ca. 900 m2) für das neue Besucherzentrum Google Visitor Experience.

## Standort
Das Googleplex liegt in der Nähe des Shoreline Amphitheatre im Norden, von Intuit im Nordwesten sowie vom Forschungskomplex von Microsoft und von der Mozilla Foundation und dem Computer History Museum im Süden. Es liegt zwischen der Charleston Road, Amphitheatre Parkway und Shoreling Boulevard im Norden von Mountain View, Kalifornien nah am Feuchtbiotop Shoreline Park. Die Mitarbeiter, die in East Bay oder South Bay in San Francisco leben, können ein kostenloses WiFi-fähiges Google-Shuttle von und zur Arbeit nehmen. Die Shuttle Busse werden von einem Kraftstoffgemisch aus 95 % Erdöldiesel und 5 % Biodiesel angetrieben und verfügen über die neueste Technologie zur Reduzierung von Emissionen.

## Andere Google-Mountain-View-Standorte

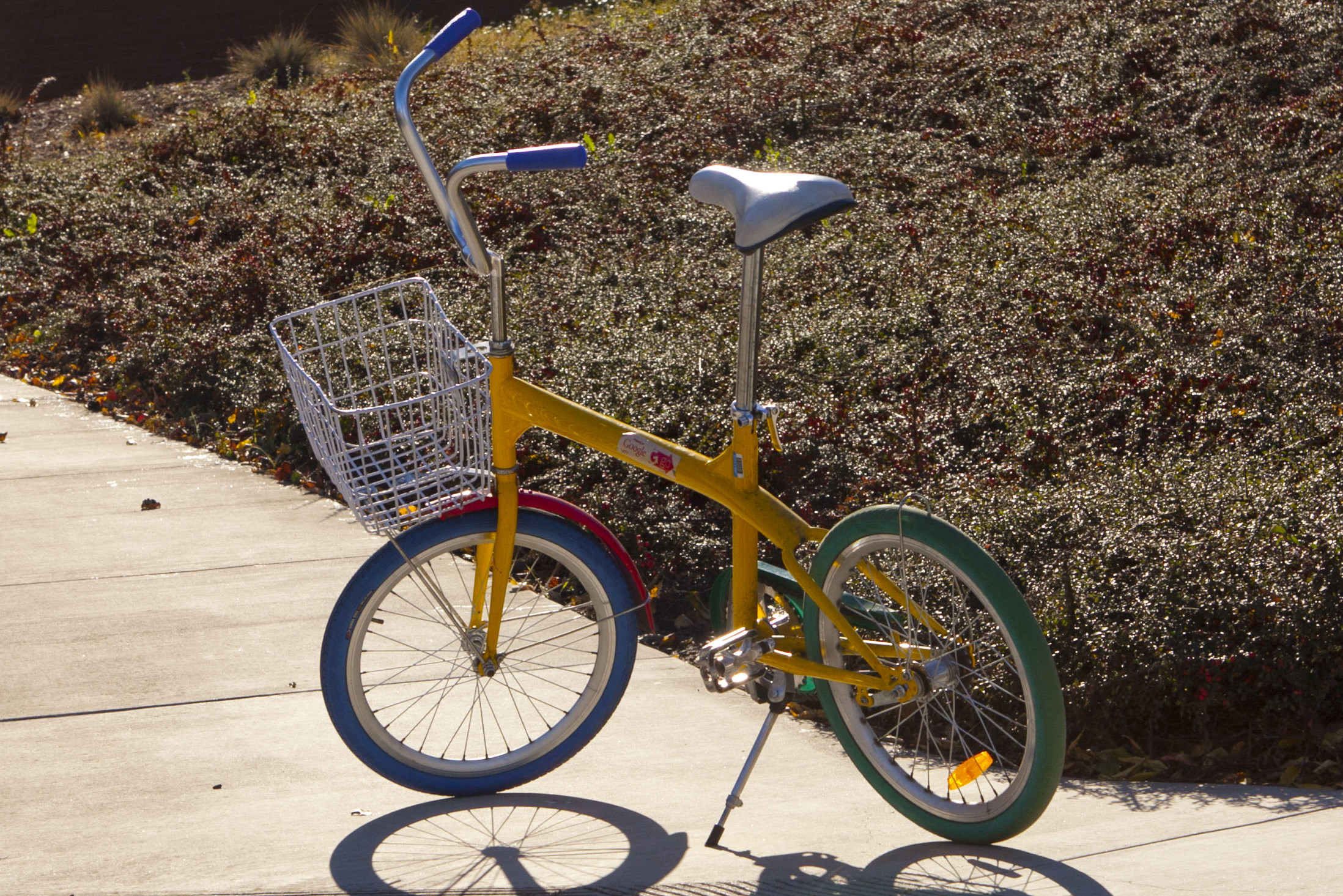
Fahrräder für Mitarbeiter von Googleplex

Google hat im Jahresendbericht 2012 angegeben, es besitze 32,5 Hektar Bürofläche in Mountain View.
Google hat einen weiteren großen Campus in Mountain View, genannt „The Quad“, bei 399 N WhismanRoad etwa 5 Kilometer von Googleplex entfernt.
Zusätzlich gibt es das Google X Lab, welches das Entwicklungslabor für Artikel wie das Google Glass ist. Das Gebäude ist ein normales zweistöckiges rotes Backsteinhaus etwa eine halbe Meile vom Googleplex entfernt. Es hat Brunnen vor der Tür und Reihen von vom Unternehmen zur Verfügung gestellten Fahrrädern, welche die Mitarbeiter verwenden können, um zum Hauptcampus zu gelangen.